# Eucalyptus dawsonii
Eucalyptus dawsonii är en myrtenväxtart som beskrevs av Ralph Baker. Eucalyptus dawsonii ingår i släktet Eucalyptus och familjen myrtenväxter. Inga underarter finns listade i Catalogue of Life.